# Преображенська (Іглінський район)
Преображе́нська (рос. Преображенская, башк. Иван-Казанка) — присілок у складі Іглінського району Башкортостану, Росія. Входить до складу Івано-Казанської сільської ради.
Населення — 80 осіб (2010; 97 в 2002).
Національний склад:
- чуваші — 44 %
- росіяни — 32 %